# Ouparine Djoco
Ouparine Djoco (ur. 22 kwietnia 1998 w Juvisy-sur-Orge) – piłkarz z Gwinei Bissau grający na pozycji bramkarza. Od 2023 jest zawodnikiem klubu Royal Francs Borains, do którego jest wypożyczony z Clermont Foot 63.

## Kariera klubowa
Swoją karierę piłkarską Djoco rozpoczął w 2011 roku w juniorach klubu FC Fleury 91. W 2017 roku został piłkarzem Clermont Foot 63. W pierwszych trzech sezonach grał w jego rezerwach, a w 2020 roku został członkiem pierwszego zespołu. 19 września 2020 zadebiutował w nim w Ligue 2 w zremisowanym 1:1 domowym meczu z Toulouse FC. W sezonie 2020/2021 awansował z Clermont Foot do Ligue 1.
Latem 2023 roku Djoco został wypożyczony do belgijskiego  drugoligowego Royalu Francs Borains. Zadebiutował w nim 7 października 2023 w przegranym 0:1 wyjazdowym meczu z rezerwami Club Brugge.
| Sezon   | Klub               | Kraj    | Rozgrywki              | Mecze | Bramki |
| ------- | ------------------ | ------- | ---------------------- | ----- | ------ |
| 2017/18 | Clermont Foot 63 B | Francja | Championnat National 3 | 5     | 0      |
| 2018/19 | Clermont Foot 63 B | Francja | Championnat National 3 | 15    | 0      |
| 2019/20 | Clermont Foot 63 B | Francja | Championnat National 3 | 14    | 0      |
| 2020/21 | Clermont Foot 63   | Francja | Ligue 2                | 3     | 0      |
| 2021/22 | Clermont Foot 63   | Francja | Ligue 1                | 24    | 0      |
| 2022/23 | Clermont Foot 63   | Francja | Ligue 1                | 1     | 0      |

## Kariera reprezentacyjna
W reprezentacji Gwinei Bissau Djoco zadebiutował 13 października 2023 roku w przegranym 0:1 towarzyskim meczu z Gwineą, rozegranym w Setúbal. W 2024 roku został powołany do kadry na Puchar Narodów Afryki 2023. W tym turnieju rozegrał dwa mecze grupowe: z Wybrzeżem Kości Słoniowej (0:2) i z Gwineą Równikową (2:4).